# Митропа куп 1974.
Митропа куп 1974. је било 33. издање клупског фудбалског такмичења Митропа купа.
Такмичење је трајало од 3. октобра 1973. до 15. маја 1974. године.  Татабања је у финалном двомечу била успешнија од  Жилине и освојила други трофеј Митропа купа. 

## Резултати

### Групна фаза

#### Група А
| Клуб       | Мађарска | Италија | Аустрија |
| ---------- | -------- | ------- | -------- |
| Татабања   | –        | 1:1     | 5:2      |
| Виченца    | 0:1      | –       | 3:1      |
| Форарлберг | 1:1      | 0:0     | –        |

| Табела        | ИГ | Д | Н | И | ГД | ГП | ГР | Бод. |
| ------------- | -- | - | - | - | -- | -- | -- | ---- |
| 1. Татабања   | 4  | 2 | 2 | 0 | 8  | 4  | +4 | 6    |
| 2. Виченца    | 4  | 1 | 2 | 1 | 4  | 3  | +1 | 4    |
| 3. Форарлберг | 4  | 0 | 2 | 2 | 4  | 9  | -5 | 2    |

#### Група Б
| Клуб     | Чехословачка | Мађарска | Социјалистичка Федеративна Република Југославија |
| -------- | ------------ | -------- | ------------------------------------------------ |
| Жилина   | –            | 5:1      | 4:0                                              |
| Видеотон | 3:0          | –        | 3:1                                              |
| Сарајево | 3:3          | 3:1      | –                                                |

| Табела      | ИГ | Д | Н | И | ГД | ГП | ГР | Бод. |
| ----------- | -- | - | - | - | -- | -- | -- | ---- |
| 1. Жилина   | 4  | 2 | 1 | 1 | 12 | 7  | +5 | 5    |
| 2. Видеотон | 4  | 2 | 0 | 2 | 8  | 9  | -1 | 4    |
| 3. Сарајево | 4  | 1 | 1 | 2 | 7  | 11 | -4 | 3    |

### Финале
| Меч | Клуб   | Држава       | укупан рез. | Држава   | Клуб     | 1. утак. | 2. утак. |
| --- | ------ | ------------ | ----------- | -------- | -------- | -------- | -------- |
| 1   | Жилина | Чехословачка | 2:5         | Мађарска | Татабања | 2:3      | 0:2      |

| Освајач Митропа купа 1974. |
| -------------------------- |
| Татабања 2. Титула         |